# Signé Charlotte
Pour plus de détails, voir Fiche technique et Distribution.
Signé Charlotte est un film français réalisé par Caroline Huppert sorti en 1985.

## Synopsis
Charlotte est fâchée avec son fiancé Bernard. Elle se rend chez son ex-ami Mathieu qui fréquente Christine.

## Fiche technique
- Titre : Signé Charlotte
- Réalisation : Caroline Huppert, assisté de Philippe Bérenger
- Scénario : Caroline Huppert, Luc Béraud, Joëlle Goron
- Directeur de la photographie : Bruno de Keyzer
- Musique : Philippe Sarde
- Montage : Anne Boissel, Jacqueline Thiédot
- Sociétés de production : Les Films de la tour, FR3 Cinéma
- Genre : drame
- Durée : 92 minutes
- Date de sortie : 20 février 1985
- Affiche : Michel Landi (France)

## Distribution
- Isabelle Huppert : Charlotte
- Niels Arestrup : Mathieu
- Christine Pascal : Christine
- Roland Blanche : le représentant
- Nicolas Wostrikoff : Freddy
- Josine Comellas : Jacqueline
- Michel Fortin : un inspecteur
- Bérangère Gros : Marie-Cécile